# Марк Деций
Марк Деций (на латински: Marcus Decius) е легендарен политик на ранната Римска република.
Според легендата той е пратеник на плебеите до Сената през 494 или 493 пр.н.е. при първото оттегляне на плебеите от Рим (secessio plebis). Като народен трибун през 491 пр.н.е. той води обвинението против патриция генерал Гней Марций Кориолан.